# 두 여자의 위험한 동거
두 여자의 위험한 동거(Don't Trust the B---- in Apartment 23)는 2012년부터 2013년까지 방영된 시트콤이다.